# Sarraquinhos
Sarraquinhos ist eine portugiesische Gemeinde (Freguesia) im Kreis Montalegre. In ihr leben 300 Einwohner (Stand 19. April 2021).